# Johann d’Arnal

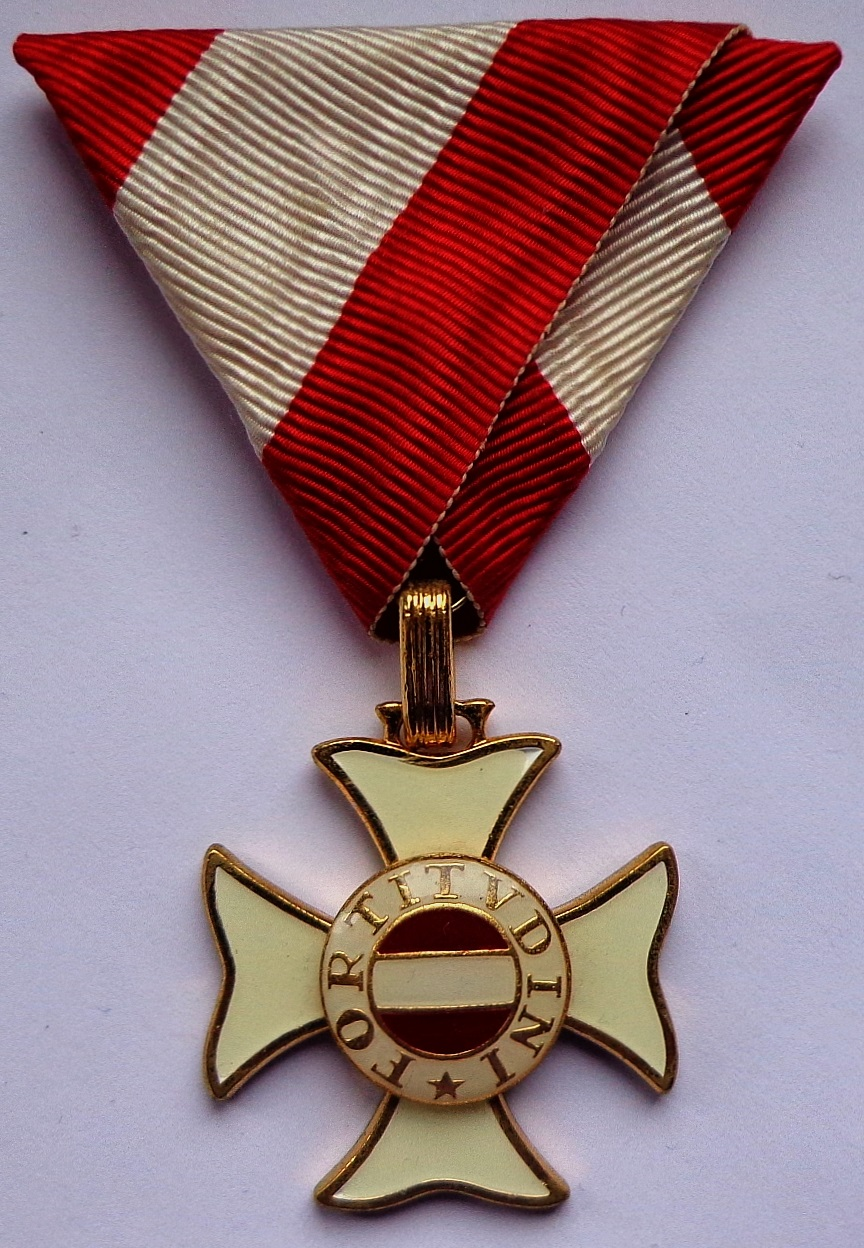
Ritterkreuz des Militär-Maria-Theresien-Ordens

Johann d’Arnal (eigentlich Jean) (* 1729 in Valleraugue; † 11. September 1793 in Brüssel) war ein Ingenieur-Oberst und Maria-Theresien-Ordensritter.

## Leben
Seine Vorfahren, die aus dem Gévaudan stammten, schrieben sich auch Arnail. Seine Eltern waren Sieur Maurice d’Arnal de Saint-Maurice und Marguerite Finiel. Seine jüngeren Brüder waren Étienne d’Arnal (1733–1801; Kanoniker in Alès, entwickelte 1781 eine Dampfmaschine (moulins à feu) und erhielt ein Patent zum Befahren der Flüsse). und Maurice d’Arnal (1735–1801).
Johann d’Arnal wurde in der österreichischen Armee 1775 Major und 1784 Oberstleutnant. Nachdem sein Bruder eine Vorrichtung gefunden hatte, um die Bewegung eines Wägebalkens in eine fortdauernde Kreisbewegung umzusetzen, erhielt Johann 1784 ein zwölfjähriges Privileg auf seine Feuermühlmaschine. Sebastian von Maillard half ihm, diese auf Künste in Bergwerken anzuwenden.
Im türkischen Krieg zeichnete er sich im August 1788 bei der Beschießung und Eroberung des Schlosses von Türkisch Dubiza aus. Bei der Belagerung von Novi leitete er das Geniewesen, trug am 3. Oktober zur Erstürmung des Platzes bei und wurde zum Oberst befördert.
Auch bei der Belagerung von Berbir vom 23. Juni bis 10. Juli 1789 leitete er das Geniewesen. Bei der Belagerung von Belgrad im Jahr 1789 konnte er durch innovative Positionierung der Artillerie die Außenwerke so stark beschädigen, dass die Festung bald kapitulieren musste. Dafür wurde er mit dem Maria-Theresia-Orden geschmückt.
Nach dem Friedensschluss wurde er als Fortifications-Districts-Director nach Brüssel versetzt. Er geriet 1792 bei einem französischen Überraschungsangriff auf das Schloss von Namur in Gefangenschaft, wurde aber im folgenden Jahr ausgetauscht. Er starb am 11. September 1793 in Brüssel.
Sein großen wissenschaftlichen Kenntnisse verhalfen ihm zu der Auszeichnung den großen Erzherzog Karl zusammen mit Maillard in den höhern Kriegswissenschaften zu unterrichten.